# Île de Fadiouth
Die Île de Fadiouth ist eine von drei Muschelinseln im westafrikanischen Staat Senegal. Sie befindet sich ungefähr 114 Kilometer südlich der Hauptstadt Dakar und gehört zur Stadt (commune) Joal-Fadiouth im Departement Mbour, Region Thiès.
Die zweite der drei Muschelinseln ist die 185 Meter nordwestlich gelegene Friedhofsinsel Diotyo. Eine dritte Insel wurde als Speicherinsel genutzt. Die Muschelinseln entstanden künstlich, als vor 1500 Jahren damit begonnen wurde, Berge von Muschelschalen in das flache Wattenmeer der Mamanguedj-Lagune zu werfen.
Von den 39.078 Einwohnern der Gemeinde (Schätzung 2007) entfallen mehr als drei Viertel auf den Gemeindehauptort Joal und der Rest auf Fadiouth. Mit über 9000 Einwohnern auf rund 15 Hektar ist Fadiouth eine der am dichtesten besiedelten Inseln der Erde.
Die Insel ist durch eine 800 Meter lange hölzerne Fußgängerbrücke mit dem Ort Joal verbunden.
Fadiouth gliedert sich in sechs Bezirke (quartiers):
1. Ndonguème (Norden)
2. Ngor Deb (Südwest)
3. Ndoffène (Nordost)
4. Fassar (Nordwest)
5. Ndiandiaye (West)
6. Dioum (Süden)